# Bardaghat
Bardaghat (Nepali बर्दघाट Bardaghat) ist eine Stadt (Munizipalität) im mittleren Terai im Distrikt Nawalparasi (Nepal). 
Bardaghat liegt 15 km nordöstlich der Distrikthauptstadt Ramgram am Fuße der Siwaliks. Der Fluss Narayani durchbricht 15 km weiter östlich die Siwalikkette.
Die Fernstraße Mahendra Rajmarg, die Hauptstraßenverbindung Nepals von West nach Ost, verläuft durch Bardaghat.
Die Stadt Bardaghat entstand 2014 durch Zusammenlegung der Village Development Committees Makar und Panchanagar. 
Dieses umfasst 62,1 km².

## Einwohner
Bei der Volkszählung 2011 hatten die VDCs, aus welchen die Stadt Bardaghat entstand, 34.417 Einwohner (davon 15.724 männlich) in 7795 Haushalten.

## Persönlichkeiten
- Rohit Paudel (* 2002), Cricketspieler